# 法定伝染病
法定伝染病（ほうていでんせんびょう）とは、家畜の伝染病の発生・まん延を防止することを目的として家畜伝染病予防法で定めるものをいい、家畜伝染病予防法上は「家畜伝染病」と定義される（家畜伝染病予防法2条）。
なお、かつては伝染病予防法に定められていたヒトの感染性の疾病も「法定伝染病」と呼ばれていたが、伝染病予防法は1998年に廃止され、新たに「感染症の予防及び感染症の患者に対する医療に関する法律（感染症法）」が制定されたため、現在は法定伝染病といえばもっぱら家畜伝染病予防法に定められた家畜伝染病を指す。

## 家畜伝染病予防法上の法定伝染病
家畜伝染病予防法、同施行令および同施行規則では、獣医師や畜主が発見した場合に家畜保健衛生所に届け出なければならない疾病を、疾病ごとに対象となる家畜の種類を定め、監視伝染病と定める。

家畜伝染病（法定伝染病）は、このうち、家畜の伝染性疾病が拡大することによる畜主の被害を抑えるだけでなく、家畜の生産物やそれらの製品への影響など社会全体への影響も最小限にするため、発生地域の交通遮断、当該家畜のと殺義務、殺処分命令、死体の焼却等の義務、畜舎の消毒義務、などの強制力を持った強力な措置をとるべきものとして、家畜伝染病予防法で具体的に法定されている28の疾病である（家畜伝染病予防法2条1項、家畜伝染病予防法施行令1条）。

なお、家畜伝染病以外の監視伝染病については「届出伝染病」と呼ばれ、家畜伝染病予防法はその具体的な疾病の指定について農林水産省令に委任しており（家畜伝染病予防法4条）、これを受けて家畜伝染病予防法施行規則で71疾病が定められている（家畜伝染病予防法施行規則2条）。

## 旧・伝染病予防法上の法定伝染病
伝染病予防法に定められていた法定伝染病は以下の11種類である（伝染病予防法1条1項）。カッコ内は現行の感染症法における類別。
- コレラ（三類）
- 赤痢（細菌性赤痢：三類）
- 腸チフス（三類）
- パラチフス（三類）
- 痘瘡（一類）
- 発疹チフス（四類）
- 猩紅熱（なし）
- ジフテリア（二類）
- 流行性脳脊髄膜炎（五類）
- ペスト（一類）
- 日本脳炎（四類）

伝染病予防法における法定伝染病では、発病・発症すればすぐ関係機関に届け出て、感染者は隔離病棟収容などの手続きが行われていた。

### 指定伝染病
法定伝染病のほか、厚生大臣により同等の取り扱いを指定された指定伝染病が3種類あった（伝染病予防法1条2項）。
- 急性灰白髄炎（二類）
- ラッサ熱（一類）
- 腸管出血性大腸菌感染症（三類）

### その他
なお、保険業界ではかつての法定伝染病に対応する語として、感染症法で定められている一類・二類の感染症を特定感染症と呼ぶが、文脈により内容が異なる。